# Le Roi des Rats
Ne doit pas être confondu avec Roi des rats ou Roi de rats.
Le Roi des Rats, de son vrai nom Lilian, né le 21 juin 1994, est un vidéaste web d'investigation français.
Il est connu pour ses vidéos de sensibilisation sur la plateforme YouTube, « révélant la face sombre d'Internet ».

## Biographie

### Carrière sur YouTube
Lilian publie sa première vidéo en 2016. Sur sa chaîne YouTube, il mène des enquêtes pour révéler les pièges que peuvent tendre les réseaux sociaux. Ses vidéos traitent d'arnaques, de faces cachées, de plagiats sur YouTube, ainsi que d'abus sur les réseaux sociaux,.

#### #YouTubeWakeUp
En 2016, il lance une pétition en ligne pour demander au ministère du Travail d'encadrer l'activités des mineurs sur YouTube.
Il est l'un des premiers à alerter sur le « travail dissimulé » des enfants sur la plateforme YouTube en 2018,. Le 31 mai de cette même année, Envoyé spécial y consacre une émission: Enfants sous influence. Il lance le hashtag #YouTubeWakeUp dans l'objectif de faire tomber un réseau de pédophiles sur la plateforme.

#### #BalanceTonYouTubeur
En janvier 2019, il publie une vidéo où il donne la parole aux adolescents victime de harcèlement sexuel par des YouTubeurs.
Le 6 décembre 2022, il publie une vidéo d'une quarantaine de minutes à propos de Norman Thavaud à la suite de sa mise en garde à vue,. Il s'agit de 6 témoignages de victimes présumées accusant le vidéaste de harcèlement, de corruption de mineur et de viol,. En octobre 2023, le parquet de Paris classe sans suite l'enquête préliminaire contre Norman Thavaud.

## Filmographie

### Web
- 2018, 2021 : Brut[13]
- 2020 : Ouvrez les guillemets (Usul. Polanski, Haenel, Despentes... la France a-t-elle raté le coche #MeToo?) sur Mediapart (utilisation de vidéos)

### Télévision
- 31 mai 2018 : Envoyé spécial[4]